# Dealurile Strehaia - Bâtlanele
Dealurile Strehaia - Bâtlanele este o arie protejată (arie specială de conservare — SAC, sit de importanță comunitară — SCI) din România, desemnată în scopul protejării biodiversității și menținerii într-o stare de conservare favorabilă a florei spontane și faunei sălbatice, precum și a habitatelor naturale de interes comunitar aflate în arealul zonei de protecție. Aceasta se întinde pe o suprafață de 803,9 ha, integral pe uscat.

## Localizare
Centrul sitului Dealurile Strehaia - Bâtlanele este situat la coordonatele 44°35′41″N 23°09′43″E / 44.594733°N 23.161867°E. Situl se întinde pe teritoriul administrativ al orașului Strehaia și pe cel al comunei Greci din județul Mehedinți.

## Înființare
Situl Dealurile Strehaia - Bâtlanele a fost declarat sit de importanță comunitară (ROSCI0405) în ianuarie 2016 pentru a proteja o specie de animale. Situl a fost protejat și ca arie specială de conservare (ROSAC0405) în mai 2022.

## Biodiversitate
Situată în ecoregiunea continentală, aria protejată conține 2 habitate naturale: Păduri panonice-balcanice de stejar turcesc - stejar sesil și Păduri de stejar și de carpen dacice.
La baza desemnării sitului se află o specie protejată de  reptile: țestoasă bănățeană (Testudo hermanni).